# 北海道留萌千望高等学校
北海道留萌千望高等学校（ほっかいどうるもいせんぼうこうとうがっこう、Hokkaido Rumoisenboh High School）は、北海道留萌市千鳥町四丁目にあった公立（道立）高等学校。

## 概要
- 北海道留萌高等学校商業科と北海道留萌工業高等学校の統合により、留萌工業高等学校の校地に開校した。

## 沿革
- 1998年（平成10年） - 開校。留萌工業高等学校の生徒が転入学。
- 2005年（平成17年） - 流通経済科を募集停止。
- 2007年（平成19年） - 流通経済科を閉科。
- 2011年（平成23年） - 電気システム科を募集停止。建設科を電気・建築科へ転換。
- 2018年（平成30年） - 北海道留萌高等学校と統合。

## 学科構成
- 電気・建築科
- 情報ビジネス科

## クラブ活動
- 陸上部
- 野球部
- 男子バスケットボール部
- 美術部
- サッカー部
- ボランティア部
- 卓球部
- 電子工作同好会